# Hernia

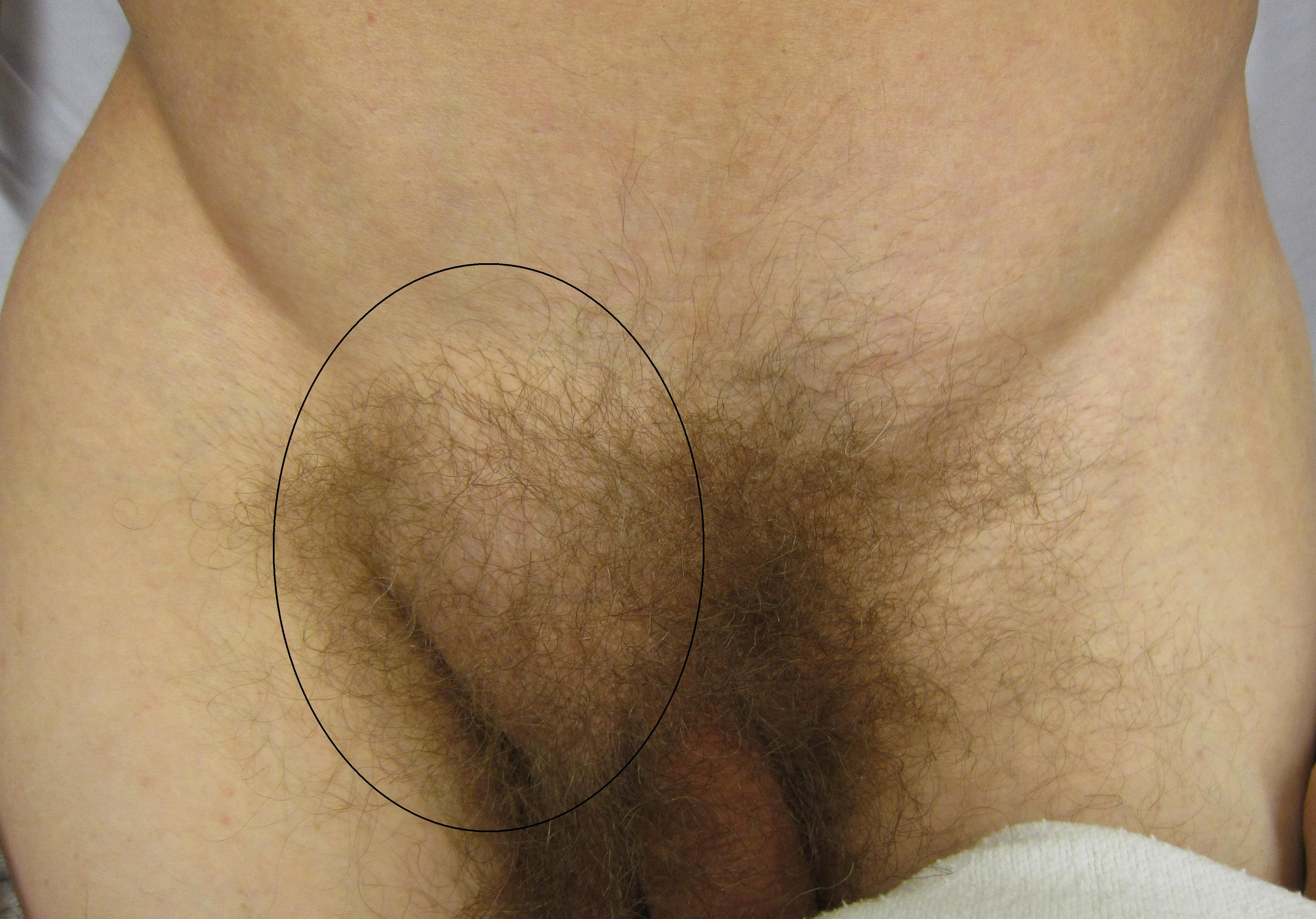
Vista frontal de una hernia inguinal.

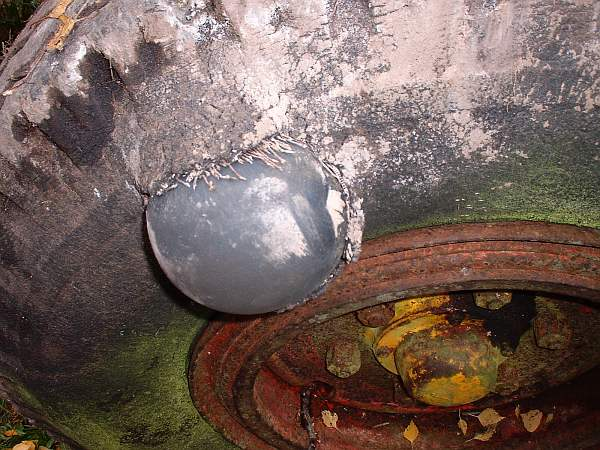
Una hernia se compara habitualmente con un corte en un neumático. En esta imagen un corte en el lateral de un neumático de una excavadora permite a la cámara interior sobresalir y producir la protuberancia.

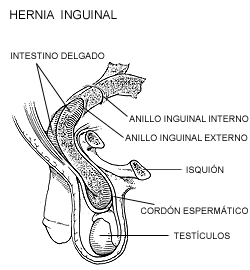
Diagrama de una hernia inguinal indirecta de escroto (vista media desde la izquierda).

Una hernia es la protrusión de cualquier órgano o tejido fuera de la cavidad en que está alojado normalmente. Las hernias más comunes se desarrollan en la pared abdominal,  a través de orificios naturales o artificiales que constituyen los puntos débiles en los cuales comienza su proceso de formación.
A pesar de que las hernias más conocidas en medicina son las relacionadas con la cavidad abdominal, existen también hernias en sitios diferentes como la hernia discal y la hernia cerebral.

## Causas
- Congénitas: por trastornos del desarrollo.
- Adquiridas: por factores como obesidad, estreñimiento, esfuerzo físico que aumenta la presión intraabdominal.

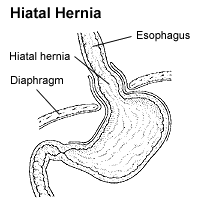
Diagrama de una hernia de hiato (Sección lateral, vista desde el frente)

- Traumáticas: por factores traumáticos. Ejemplo: en los perros es frecuente que ante atropellos, el diafragma sea dañado parcial o totalmente, ante lo cual las asas intestinales pueden pasar hacia la cavidad torácica.

## Cuadro clínico
- Tumoración blanda que aumenta con la tos, esfuerzos y bipedestación, y que disminuye en decúbito y reposo.
- Dolor, que es mayor cuando se está formando la evaginación.
- Trastorno del tránsito intestinal: dificultad de expulsión de gases y heces. El grado va desde un simple apretamiento hasta una obstrucción total del tránsito intestinal.[2][3]

## Clasificación
- Según causas:
  - Hernia congénita
  - Hernia adquirida
- Según su morfología:
  - Hernia deslizada: su contenido (el meso o la víscera) forman parte de la pared del saco.
- Según localización:
  - Hernia de regato esofágico
  - Hernia de hiato
  - Hernia inguinal
  - Hernia crural
  - Hernia umbilical
  - Hernia epigástrica
  - Hernia lumbar
  - Hernia discal
  - Hernia cerebral
  - Hernia paraestomal

- Según su tratamiento quirúrgico:
  - Hernia reductible o simple
  - Hernia irreductible o incarcerada: no se puede reducir, lo que no implica compromiso vascular.
- Según evolución:
  - Hernia no complicada
  - Hernia complicada o estrangulada: tiene compromiso vascular, es decir, no recibe sangre al comprimir los vasos que la irrigan. Reducir una hernia estrangulada está contraindicado.
- Según el contenido del saco herniario:
  - Hernia de Richter: contiene solo parte de la pared del intestino, normalmente el borde antimesentérico. Suele estrangularse.
  - Hernia de Littré: la que contiene un divertículo de Meckel.
  - Hernia de Amyand: la que contiene el apéndice cecal con apendicitis o no.

## Tratamiento
Consiste en una intervención quirúrgica para evitar que se complique y se estrangule, seguido de rehabilitación y consumo de medicamentos indicado por el doctor. Esta recibe el nombre de hernioplastia.